# Bundestagswahlrecht
Das Bundestagswahlrecht regelt die Wahl der Mitglieder des Deutschen Bundestages. Nach den in Art. 38 Abs. 1 Satz 1 Grundgesetz (GG) festgelegten Wahlrechtsgrundsätzen ist die Wahl allgemein, unmittelbar, frei, gleich und geheim. Das konkrete Wahlsystem wird hingegen durch ein einfaches Gesetz, das Bundeswahlgesetz, bestimmt. Viele Bestimmungen des Bundeswahlgesetzes werden ihrerseits in der Bundeswahlordnung konkretisiert.
Typisch für das deutsche Bundestagswahlrecht ist die Verbindung von Wahlkreiswahl und Listenwahl. Wähler haben zwei Stimmen, eine für einen Direktkandidaten im Wahlkreis und eine für die Landesliste einer Partei. Die Zweitstimme ist entscheidend für den Anteil einer Partei an den Bundestagsmandaten. Gewonnene Wahlkreismandate werden damit verrechnet.

Personalisierte Verhältniswahl der Bundesrepublik Deutschland

## Rechtsgrundlagen

### Verfassungsrechtliche Grundlagen
Der Bundestag wird für vier Jahre gewählt. Die Wahlperiode beginnt mit dem ersten Zusammentritt des neuen Bundestages spätestens 30 Tage nach der Wahl. Die Bundestagswahl muss frühestens 46 und spätestens 48 Monate nach Beginn der Wahlperiode stattfinden, im Fall einer Auflösung des Bundestages innerhalb von 60 Tagen.
Nach Art. 38 Abs. 1 GG werden „die Abgeordneten des Deutschen Bundestages […] in allgemeiner, unmittelbarer, freier, gleicher und geheimer Wahl gewählt.“ Diese fünf Wahlrechtsgrundsätze sind grundrechtsgleiche Rechte: Ihre Verletzung kann durch eine Verfassungsbeschwerde vor dem Bundesverfassungsgericht gerügt werden. Das Nähere ist durch Bundesgesetz zu regeln. Das Grundgesetz trifft keine Festlegungen für das Wahlsystem, während die meisten Verfassungen der Bundesländer Verhältniswahl vorschreiben und teilweise weitere Vorgaben enthalten.
Eine Wahl ist allgemein, wenn grundsätzlich jeder Staatsbürger wählen und gewählt werden kann. Jedoch bestimmt das Grundgesetz in Art. 38 Abs. 2 Altersgrenzen für das Wahlrecht zum Bundestag. Danach sind Deutsche ab Vollendung des 18. Lebensjahres aktiv wahlberechtigt und ab dem Alter, mit dem die Volljährigkeit eintritt, passiv wahlberechtigt. Das im BGB festgelegte Volljährigkeitsalter liegt seit 1975 ebenfalls bei 18 Jahren.

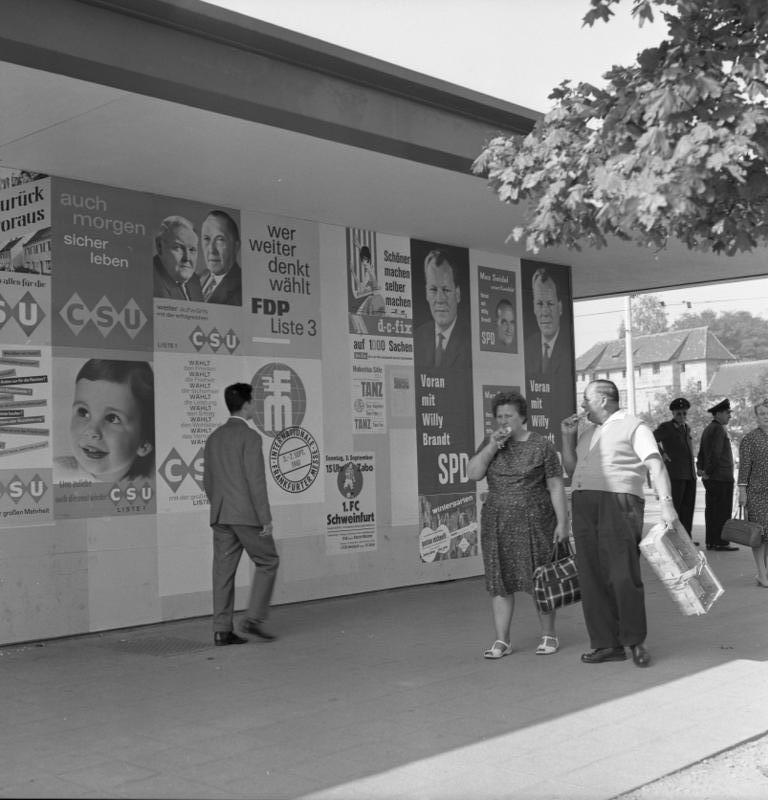
Wahlplakate in Nürnberg, Bundestagswahl 1961

Wahlberechtigt sind nur Deutsche im Sinne von Art. 116 Abs. 1 des Grundgesetzes, wozu neben deutschen Staatsangehörigen auch sogenannte Statusdeutsche zählen. Das Volk, von dem nach Art. 20 Abs. 2 GG alle Staatsgewalt ausgeht, die es in Wahlen und Abstimmungen und durch besondere Organe der Gesetzgebung, der vollziehenden Gewalt und der Rechtsprechung ausübt, ist nach dem Urteil des Bundesverfassungsgerichts vom 31. Oktober 1990 nur das deutsche Volk.
Eine Wahl ist unmittelbar, wenn der Wählerwille direkt das Wahlergebnis bestimmt. Eine Zwischenschaltung von Wahlmännern wie im preußischen Dreiklassenwahlrecht ist damit unzulässig. Die Listenwahl hingegen ist mit dem Grundsatz der unmittelbaren Wahl vereinbar.
Eine Wahl ist frei, wenn der Staat den Bürger nicht zu einer bestimmten Wahlentscheidung drängt; auch das freie Wahlvorschlagsrecht (passives Wahlrecht) fällt unter die Wahlfreiheit.
Eine Wahl ist geheim, wenn für niemanden nachvollziehbar ist, wie sich ein Wähler entschieden hat. Das Bundestagswahlrecht sieht sogar vor, dass kein Wähler im Wahllokal seine Entscheidung bekannt machen darf. Problematisch ist die Briefwahl, die daher verfassungsrechtlich als Ausnahmefall gelten muss, da hier das Wahlgeheimnis nicht gesichert ist. Da aber ansonsten die als höherwertig betrachtete Allgemeinheit der Wahl beeinträchtigt würde, ist die Briefwahl mit den Wahlrechtsgrundsätzen vereinbar.
Eine Wahl ist gleich, wenn jeder Wähler grundsätzlich das gleiche Stimmgewicht besitzt. Das Bundesverfassungsgericht legt bei Verhältniswahl und Mehrheitswahl, die es beide in ständiger Rechtsprechung für zulässig erachtet, unterschiedliche Maßstäbe an die Wahlgleichheit an. Bei Mehrheitswahl muss demnach lediglich die Zählwertgleichheit erfüllt werden, das heißt jede Stimme muss mindestens annähernd gleich viel zählen. Die Zählwertgleichheit ist beispielsweise verletzt, wenn in jedem Wahlkreis ein Abgeordneter gewählt wird und die Größe der Wahlkreise zu stark voneinander abweicht. Bei der Verhältniswahl wird zusätzlich die Einhaltung der Erfolgswertgleichheit verlangt, das heißt jede Stimme muss grundsätzlich gleichen Einfluss auf die Sitzverteilung haben. Die Erfolgswertgleichheit gilt jedoch nicht uneingeschränkt. So hat das Bundesverfassungsgericht die Einschränkung der Wahlgleichheit durch die derzeitige Sperrklausel im Bundestagswahlrecht von 5 % der Zweitstimmen oder drei Direktmandate für zulässig erachtet. Eine Sperrklausel von mehr als 5 % wäre nach der Rechtsprechung hingegen verfassungswidrig, es sei denn, sie wäre durch besondere und zwingende Gründe gerechtfertigt.

### Gesetze und Verordnungen
Die wesentlichen Bestimmungen des Bundestagswahlrechts enthält das Bundeswahlgesetz. Viele Detailregelungen sind in der Bundeswahlordnung enthalten, einer Rechtsverordnung aufgrund von § 52 Bundeswahlgesetz. Die Durchführung der repräsentativen Wahlstatistik ist im Wahlstatistikgesetz geregelt. Die Bundeswahlgeräteverordnung, Rechtsverordnung aufgrund von § 35 Bundeswahlgesetz, die die Stimmabgabe mit Wahlgeräten regelt, wurde 2009 für verfassungswidrig erklärt. Damit besteht keine Rechtsgrundlage für eine elektronische Stimmabgabe. Die Prüfung der Rechtmäßigkeit der Wahl regelt das Wahlprüfungsgesetz.

## Wahlrecht

### Aktives Wahlrecht
Aktives Wahlrecht ist das Recht, jemanden zu wählen. Aktiv wahlberechtigt sind nach § 12 des Bundeswahlgesetzes Deutsche, die am Wahltag
- mindestens 18 Jahre alt sind,
- seit mindestens drei Monaten ihren Wohnsitz oder sonstigen gewöhnlichen Aufenthalt in Deutschland haben und
- nicht vom Wahlrecht ausgeschlossen sind.

Auch im Ausland lebende Deutsche, die diese Bedingungen mit Ausnahme der Dreimonatsfrist erfüllen, sind wahlberechtigt, wenn sie
- nach Vollendung des 14. Lebensjahres mindestens drei Monate ununterbrochen einen Wohnsitz oder sonstigen gewöhnlichen Aufenthalt in Deutschland hatten und dies weniger als 25 Jahre zurückliegt oder
- „aus anderen Gründen persönlich und unmittelbar Vertrautheit mit den politischen Verhältnissen in der Bundesrepublik Deutschland erworben haben und von ihnen betroffen sind.“

Verlegen aktiv wahlberechtigte Auslandsdeutsche ihren Wohnsitz nach Deutschland, gilt die Dreimonatsfrist nicht.
Vom Wahlrecht ausgeschlossen sind Deutsche, denen bei einer strafrechtlichen Verurteilung als Nebenfolge das aktive Wahlrecht aberkannt wurde. Dies ist nur bei bestimmten Straftaten möglich (Erster, Zweiter, Vierter und Fünfter Abschnitt des Besonderen Teils des StGB).

### Passives Wahlrecht
Passives Wahlrecht ist das Recht, gewählt zu werden. In den Bundestag wählbar ist, wer am Wahltag Deutscher und mindestens 18 Jahre alt ist.
Nicht wählbar ist jedoch, wer vom aktiven Wahlrecht ausgeschlossen ist oder infolge Richterspruchs die Wählbarkeit oder die Fähigkeit zur Bekleidung öffentlicher Ämter nicht besitzt. Nach § 45 des Strafgesetzbuches verliert, wer wegen eines Verbrechens rechtskräftig zu einer Freiheitsstrafe von mindestens einem Jahr verurteilt worden ist, damit für fünf Jahre seine Wählbarkeit. Bei anderen strafrechtlichen Verurteilungen kann das Gericht dem Verurteilten für zwei bis fünf Jahre die Wählbarkeit aberkennen, sofern das Gesetz diese Möglichkeit für die entsprechende Straftat ausdrücklich vorsieht.
Deutsche, die im Ausland leben, können auch wählbar sein, wenn sie das aktive Wahlrecht nicht besitzen. Wahlkreisbewerber brauchen nicht im Wahlkreis, Landeslistenbewerber nicht im Bundesland zu wohnen.

### Wählerverzeichnis
Die Eintragung ins Wählerverzeichnis ist – von in § 25 Absatz 2 Bundeswahlordnung geregelten seltenen Ausnahmefällen abgesehen – Voraussetzung für die Wahlteilnahme. Für jeden Wahlbezirk wird ein eigenes Wählerverzeichnis geführt.
Ins Wählerverzeichnis trägt die Gemeindebehörde die Wahlberechtigten ein, die am 42. Tag vor der Wahl (bis zur Bundestagswahl 2013: am 35. Tag) in der Gemeinde ihre Wohnung haben. Bei mehreren Wohnungen in Deutschland erfolgt die Eintragung im Ort der Hauptwohnung. Die Aufnahme von Wahlberechtigten ohne Wohnung in Deutschland (Auslandsdeutsche, Wohnungslose) erfolgt nur auf Antrag, der bis zum 21. Tag vor der Wahl zu stellen ist.
Im Wählerverzeichnis geführte Wahlberechtigte müssen bis zum 21. Tag vor der Wahl die Wahlbenachrichtigung erhalten. An den Werktagen im Zeitraum vom 20. bis zum 16. Tag vor der Wahl können Wahlberechtigte die Daten im Wählerverzeichnis einsehen, Daten anderer Wahlberechtigter aber nur, wenn sie mögliche Fehler im Wählerverzeichnis glaubhaft machen. Innerhalb der Einsichtsfrist kann Widerspruch gegen das Wählerverzeichnis eingelegt werden. Grundsätzlich kann nach Beginn der Einsichtsfrist das Wählerverzeichnis nur aufgrund eines rechtzeitigen Einspruchs berichtigt werden. Bei offenkundiger Unrichtigkeit ist eine Berichtigung von Amts wegen auch später noch möglich.

### Stimmabgabe
Den Wahltag legt der Bundespräsident fest. Die Stimmabgabe erfolgt im Regelfall am Wahltag zwischen 8 und 18 Uhr im Wahllokal des Wahlbezirkes, in dessen Wählerverzeichnis der Wahlberechtigte eingetragen ist. Auf Antrag erhält der Wahlberechtigte einen Wahlschein und zusammen mit diesem auch Briefwahlunterlagen. Der Wahlschein kann bis zum zweiten Tag vor der Wahl, 15 Uhr, beantragt werden. Bei nachgewiesener plötzlicher Erkrankung endet die Antragsfrist am Wahltag um 15 Uhr, ebenso in den Fällen von § 25 Absatz 2 Bundeswahlordnung. Bei Wahlberechtigten, die einen Wahlschein erhalten, wird ein Sperrvermerk ins Wählerverzeichnis eingetragen. Sie können mit dem Wahlschein per Briefwahl oder in einem beliebigen Wahlbezirk ihres Wahlkreises wählen. Wähler dürfen nur einmal und nur persönlich wählen.

## Wahlorganisation
Zur ordnungsgemäßen Durchführung werden Wahlorgane gebildet, auf Bundesebene Bundeswahlleiter und Bundeswahlausschuss, in jedem Bundesland Landeswahlleiter und Landeswahlausschuss, für die Wahlkreise jeweils Kreiswahlleiter und Kreiswahlausschuss, für jeden Wahlbezirk Wahlvorsteher und Wahlvorstand. Der jeweilige Wahlleiter ist Vorsitzender des Ausschusses, der Wahlvorsteher Vorsitzender des Wahlvorstandes.
Die Wahlorgane sind Einrichtungen gesellschaftlicher Selbstorganisation und damit Organe eigener Art. Sie haben im weiteren Sinne die Stellung von Bundesbehörden. Das Bundesministerium des Innern ist für den Erlass der zur Vorbereitung und Durchführung der Bundestagswahl erforderlichen Vorschriften der Bundeswahlordnung zuständig, aber gegenüber den Wahlorganen nicht weisungsbefugt.
Der Bundeswahlleiter, in der Praxis regelmäßig der Präsident des Statistischen Bundesamtes, wird vom Bundesministerium des Innern ernannt. Die übrigen Wahlleiter und die Wahlvorsteher werden von der Landesregierung oder einer von ihr bestimmten Stelle ernannt. Die Beisitzer der Ausschüsse werden vom jeweiligen Wahlleiter ernannt. Grundsätzlich ernennt der Wahlvorsteher die Beisitzer des Wahlvorstandes, diese Befugnis kann aber den Gemeindebehörden zugewiesen werden, die in der Praxis weitgehend für die Besetzung der Wahlvorstände zuständig sind. Bei der Ernennung der Beisitzer in den Wahlorganen sollen die Parteien berücksichtigt werden. Die Mitglieder der Wahlorgane dürfen in Ausübung ihres Amtes ihr Gesicht nicht verhüllen.
Für die Wahlausschüsse und Wahlvorstände gilt das Prinzip der Öffentlichkeit. Sowohl zu den Sitzungen der Wahlausschüsse als auch zu den Wahllokalen (sowohl während der Wahlzeit als auch bei der Auszählung) hat grundsätzlich jeder Zutritt.
Die Gemeindebehörden, die keine Wahlorgane sind, nehmen eine Reihe organisatorischer Aufgaben wahr, unter anderem die Führung der Wählerverzeichnisse, Einteilung der Gemeinde in Wahlbezirke und Bereitstellung der Wahllokale.

## Bestimmung der Kandidaten

### Vorschlagsrecht
Kreiswahlvorschläge können von Parteien und von Wahlberechtigten, Landeslisten nur von Parteien eingereicht werden. Parteien, die nicht im Bundestag oder einem Landtag seit dessen letzter Wahl aufgrund eigener Wahlvorschläge ununterbrochen mit mindestens fünf Abgeordneten vertreten sind, müssen, um Wahlvorschläge einreichen zu können, dem Bundeswahlleiter bis zum 97. Tag vor dem Wahltag ihre Beteiligung an der Bundestagswahl angezeigt haben und vom Bundeswahlausschuss als Partei anerkannt worden sein. Spätestens am 69. Tag vor der Wahl müssen Landeslisten beim Landeswahlleiter und Kreiswahlvorschläge beim Kreiswahlleiter eingereicht werden. Im Falle einer Auflösung des Bundestages werden diese Fristen durch eine Rechtsverordnung des Bundesministeriums des Innern abgekürzt. Über die Zulassung der Kreiswahlvorschläge und Landeslisten wird am 58. Tag vor der Wahl entschieden. Seit 2023 können Kreiswahlvorschläge von Parteien nur zugelassen werden, wenn im Bundesland eine Landesliste dieser Partei zugelassen wurde.
Parteien, die ihre Beteiligung an der Wahl anzeigen müssen, benötigen außerdem Unterstützungsunterschriften für ihre Wahlvorschläge: Jeder Kreiswahlvorschlag muss von mindestens 200 Wahlberechtigten des Wahlkreises, jede Landesliste von mindestens einem Tausendstel der Zahl der Wahlberechtigten im Land bei der letzten Bundestagswahl, höchstens aber 2000 Wahlberechtigten, unterzeichnet sein. Der Kreiswahlvorschlag eines nicht für eine Partei auftretenden Bewerbers benötigt ebenfalls 200 Unterstützungsunterschriften. Für die Bundestagswahl 2021 war die benötigte Zahl an Unterstützungsunterschriften jeweils auf ein Viertel der normalerweise erforderlichen Zahl reduziert. Parteien, die eine nationale Minderheit vertreten, benötigen keine Unterstützungsunterschriften. Jeder Wahlberechtigte darf nur jeweils einen Kreiswahlvorschlag und eine Landesliste unterzeichnen. Unterzeichnet ein Wahlberechtigter mehrere Kreiswahlvorschläge, so macht er sich strafbar und seine Unterschrift ist gemäß § 34 Abs. 4 Nr. 4 Bundeswahlordnung auf allen Kreiswahlvorschlägen ungültig; das gilt für Landeslisten entsprechend.

### Kreiswahlvorschläge
Die Bewerber einer Partei werden in einer demokratischen und geheimen Wahl durch die Versammlung der wahlberechtigten Mitglieder der Partei im Wahlkreis gewählt. Ebenfalls zulässig ist die Wahl des Bewerbers in einer Vertreterversammlung, die aus von den wahlberechtigten Parteimitgliedern in geheimer Wahl bestimmten Delegierten besteht. Jeder stimmberechtigte Teilnehmer der Mitglieder- oder Vertreterversammlung ist vorschlagsberechtigt; der Vorgeschlagene muss nicht Parteimitglied sein. Seit der Bundestagswahl 2009 darf eine Partei keinen Bewerber mehr aufstellen, der (auch) einer anderen Partei angehört (Änderung des § 21 BWahlG). Für die Aufstellungsversammlung muss eine Niederschrift erstellt werden, die mit dem Kreiswahlvorschlag einzureichen ist. Für die Bundestagswahl 2021 galten Sonderregeln, siehe Abschnitt Sonderregeln zur Bewerberaufstellung.
Wahlvorschläge von Parteien müssen vom Landesvorstand der Partei unterzeichnet werden. Der Landesvorstand kann gegen die Bewerberaufstellung Einspruch einlegen, woraufhin die Versammlung zu wiederholen ist. Ein erneuter Einspruch nach der Wiederholung ist nicht möglich.
Der Kreiswahlleiter prüft den Wahlvorschlag, benachrichtigt bei Feststellung von Mängeln die Vertrauensperson und fordert sie auf, behebbare Mängel rechtzeitig zu beseitigen. Mängel können längstens bis zur Entscheidung über die Zulassung des Wahlvorschlages behoben werden. Bei einigen Mängeln schließt § 25 Absatz 2 des Bundeswahlgesetzes die Mängelbeseitigung nach Ablauf der Einreichungsfrist aus.
Im Kreiswahlvorschlag sollen eine Vertrauensperson und ihr Stellvertreter benannt werden, die zur Abgabe von Erklärungen gegenüber dem Kreiswahlleiter berechtigt sind. Ein Kreiswahlvorschlag kann durch gemeinsame Erklärung der beiden Vertrauenspersonen oder durch Erklärung der Mehrheit der Unterzeichner des Wahlvorschlages zurückgezogen werden. Durch Erklärung der beiden Vertrauenspersonen kann die vorgeschlagene Person ausgetauscht werden, nach Ablauf der Einreichungsfrist aber nur, wenn der ursprünglich Vorgeschlagene verstorben ist oder seine Wählbarkeit verloren hat. Ist der Wahlvorschlag bereits zugelassen, so kann er weder zurückgezogen noch geändert werden.
Stirbt ein Direktkandidat vor dem Wahltermin, so wird die Wahl in dem Wahlkreis abgesagt. Spätestens sechs Wochen nach dem allgemeinen Wahltermin wird sie neu angesetzt (§ 43 BWahlG), damit die Partei des verstorbenen Direktkandidaten einen Ersatzkandidaten benennen kann. Sofern dies organisatorisch noch möglich ist, kann die Nachwahl gleichzeitig mit der Hauptwahl stattfinden. Die Nachwahl findet nach den gleichen Vorschriften statt wie die Hauptwahl; insbesondere können zwischen Haupt- und Nachwahl volljährig gewordene Deutsche nicht mitwählen.

### Landeslisten
Nach dem Bundeswahlgesetz erfolgt die Aufstellung der Landeslisten grundsätzlich analog zur Aufstellung von Kreiswahlvorschlägen. Zusätzlich ist festgelegt, dass die Reihenfolge der Bewerber der Landesliste in geheimer Wahl bestimmt werden muss.
Für die Mängelbeseitigung, die Benennung von Vertrauenspersonen, die Änderung oder Rücknahme der Landesliste und die Unterzeichnung durch den Landesvorstand gelten die Vorschriften für Kreiswahlvorschläge entsprechend.

## Wahlsystem

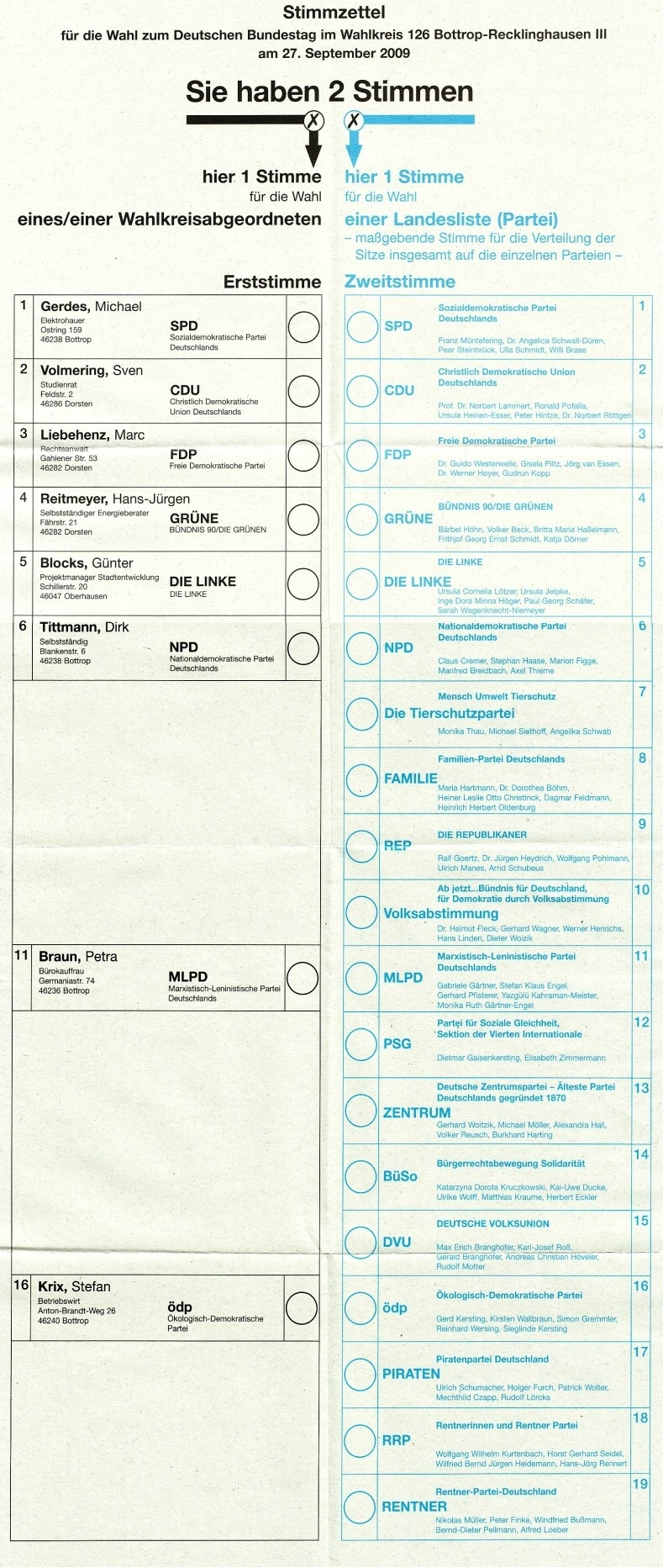
Beispiel: Stimmzettel des Wahlkreises 126 für die Wahl zum 17. Bundestag

Das Wahlsystem wird als personalisierte Verhältniswahl bezeichnet. Wähler haben zwei Stimmen: eine Erststimme und eine Zweitstimme. Die Zweitstimme ist die wichtigere Stimme.

### Erststimme
Mit der Erststimme wählt ein Wähler einen Direktkandidaten seines Wahlkreises. In jedem Wahlkreis ist grundsätzlich der Bewerber mit den meisten Stimmen gewählt. Bei Stimmengleichheit entscheidet das vom Kreiswahlleiter zu ziehende Los. Die Erststimme dient der Personalisierung der Wahl. Außerdem fördern die Direktmandate eine ausgewogene Vertretung aller Regionen im Bundestag. Derzeit gibt es 299 Wahlkreise. Mit der Erststimme wird nicht die Stärke der Parteien im Bundestag bestimmt. Für jedes Direktmandat in einem Bundesland erhält die Partei dort grundsätzlich ein Listenmandat weniger.
Ab der Wahl zum 21. Deutschen Bundestag werden in der Regel 630 Sitze vergeben, sodass die Zahl der Wahlkreise mit 299 erstmals weniger als die Hälfte der Sitze ausmacht. Der Bewerber mit den meisten Stimmen ist nicht mehr in jedem Fall gewählt. Scheitert eine Partei an der Sperrklausel, erhält sie kein Direktmandat. Erringen die Kreiswahlvorschläge einer Partei in mehr Wahlkreisen die größte Stimmenzahl, als der Partei im Bundesland Sitze gemäß dem Zweitstimmenergebnis zustehen, erhalten ihre Direktkandidaten mit den geringsten Stimmenanteilen im Wahlkreis keinen Sitz.
Die Abgrenzung der Wahlkreise wird durch eine Anlage zum Bundeswahlgesetz festgelegt. Die Wahlkreisgrenzen dürfen Landesgrenzen nicht durchschneiden, und die Zahl der deutschen Einwohner darf um höchstens 25 % vom Durchschnitt aller Wahlkreise abweichen. Ab 2026 ist nur noch eine Abweichung von höchstens 15 % zulässig.

### Zweitstimme
Die Zweitstimme ist die maßgebliche Stimme für die Sitzverteilung im Bundestag. Mit ihr wählt ein Wähler die Landesliste einer Partei. Die 630 Sitze (ab der Wahl zum 21. Deutschen Bundestag) im Bundestag werden gemäß der bundesweiten Zweitstimmenzahlen proportional auf die Parteien verteilt, die bundesweit mindestens 5 % der gültigen Zweitstimmen oder in mindestens drei Wahlkreisen die meisten Erststimmen erringen (siehe Sperrklausel).
Der Anteil der Bundestagssitze einer Partei entspricht damit in etwa ihrem Anteil an den Wählerstimmen. Verzerrungen entstehen durch die Sperrklausel.
Gemäß § 4 Abs. 2 Satz 2 Nr. 1 BWahlG bleiben die Zweitstimmen der Wähler für die Sitzverteilung unberücksichtigt, die mit ihrer Erststimme einen erfolgreichen Einzelbewerber gewählt haben. Mit dieser Regelung soll eine zweifache Einflussnahme dieser Wähler auf die Sitzverteilung im Bundestag verhindert werden. Bis 2023 blieben aus demselben Grund ferner die Zweitstimmen derjenigen Wähler unberücksichtigt, die mit der Erststimme den erfolgreichen Bewerber einer Partei wählten, für die entweder im Bundesland keine Landesliste zugelassen war oder (dies galt erst seit 2011) die an der Sperrklausel scheiterte. Diese beiden Konstellation sind durch die Wahlrechtsreform von 2023 nicht mehr möglich.

### Sperrklausel
Gemäß § 4 Absatz 2 Bundeswahlgesetz werden Parteien Bundestagsmandate nur zugeteilt, wenn sie bundesweit mindestens 5 % der gültigen Zweitstimmen erreichen.
Die Sperrklausel soll eine Zersplitterung des Parlaments verhindern.
Diese Sperrklausel stellt nach dem Bundesverfassungsgericht (zuletzt Urteil vom 30. Juli 2024) eine Beeinträchtigung der Gleichheit der Wahl im Hinblick auf den Erfolgswert dar. Diese Beeinträchtigung könne durch das Ziel der Funktionsfähigkeit des Parlamentes gerechtfertigt sein. Diese Rechtfertigung treffe jedoch im Bund für die CSU nicht zu, die mit der CDU nicht konkurriere und mit ihr seit langem eine Fraktionsgemeinschaft bilde, wobei beide Parteien zusammen ohne Frage die 5-%-Sperrklausel überschreiten. Die 5-%-Sperrklausel in der Ausgestaltung der Wahlrechtsreform 2023 ohne Ausnahme wurde daher vom Bundesverfassungsgericht für verfassungswidrig erklärt. Gleichzeitig ordnete das Bundesverfassungsgericht bis zur Regelung durch den Gesetzgeber eine der früheren Grundmandatsklausel entsprechende Regelung an. Nach dem Urteil nehmen daher auch wieder Parteien an der Sitzverteilung teil, die weniger als 5 % der Zweitstimmen, aber in mindestens drei Wahlkreisen die meisten Erststimmen erringen.
Die Grundmandatsklausel begünstigt unter den kleinen Parteien jene mit regional konzentrierter Wählerschaft, wie die PDS beziehungsweise Die Linke bei den Bundestagswahlen 1994 und 2021.
Parteien nationaler Minderheiten, wie etwa der SSW, sind von der Sperrklausel befreit. Als nationale Minderheit gelten nur die vier angestammten Minderheiten der Dänen, Friesen, Sinti und Roma und Sorben, nicht aber Zuwanderer.

### Sitzverteilung 1956 bis 2011

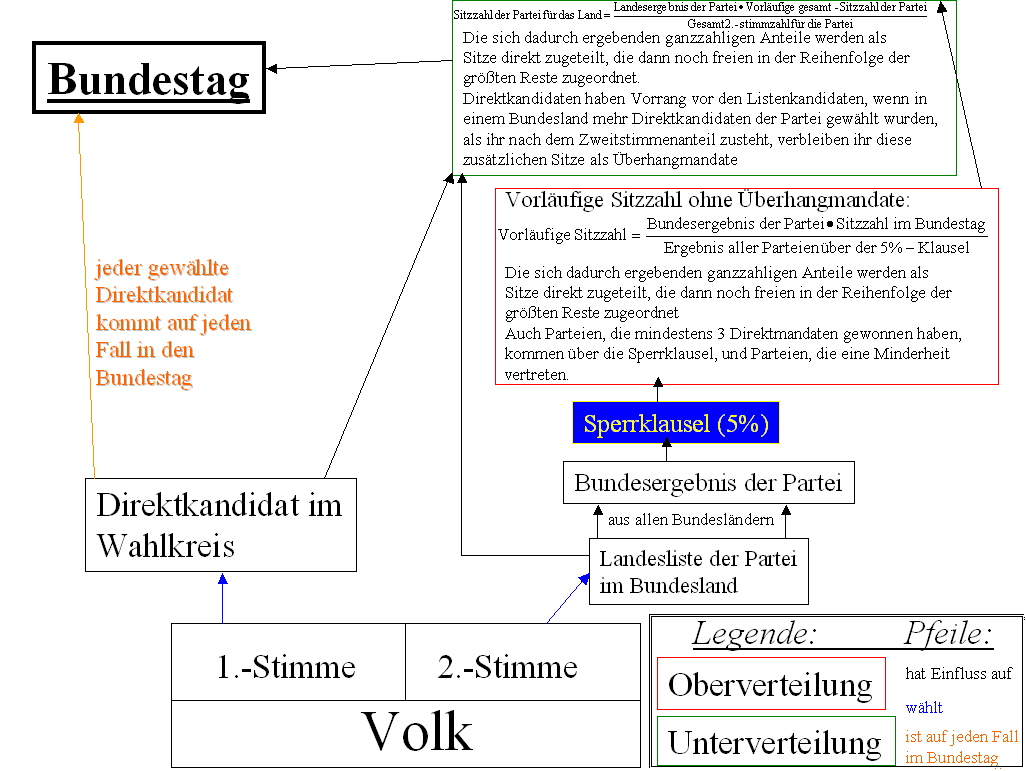
Wahlverfahren mit Ober- und Unterverteilung nach dem Hare/Niemeyer-Verfahren 1985 bis 2008

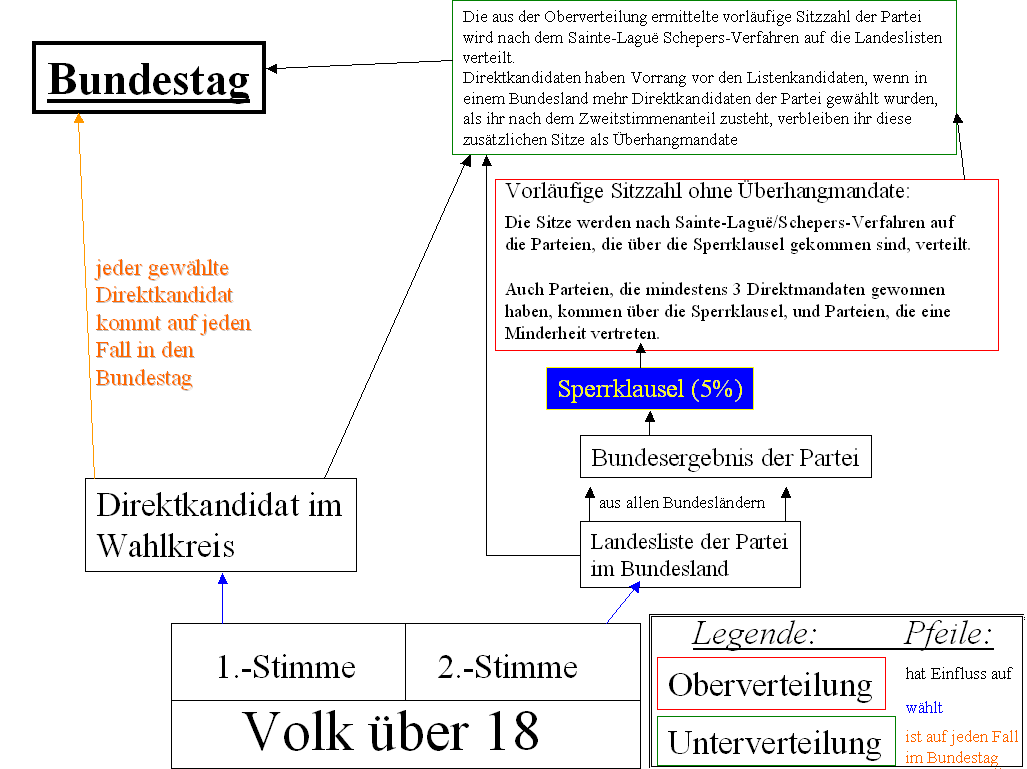
Wahlverfahren mit Ober- und Unterverteilung nach dem Sainte-Laguë/Schepers-Verfahren (2009 verwendet)

Grundsätzlich wurden alle Sitze proportional auf die Parteien verteilt gemäß ihren bundesweiten Zweitstimmenzahlen. Die auf die Partei entfallenen Sitze wurden anschließend proportional auf ihre Landeslisten verteilt. Die proportionalen Verteilungen erfolgten bis 1985 nach dem D’Hondt-Verfahren, danach nach dem Hare/Niemeyer-Verfahren und seit 2008 nach dem Sainte-Laguë/Schepers-Verfahren. Von der Anzahl der auf die Landesliste entfallenden Sitze wurde die Zahl der erfolgreichen Direktkandidaten der Partei in diesem Land abgezogen. Die verbleibenden Sitze wurden nach der Reihenfolge in der Landesliste besetzt, bereits im Wahlkreis gewählte Bewerber blieben dabei außer Betracht.
Von den insgesamt zu verteilenden Sitzen (598 Sitze seit der Wahl 2002) wurde die Zahl der Direktmandate abgezogen, die von Einzelbewerbern errungen wurden oder auf Parteien entfielen, die an der Sperrklausel scheiterten oder für die im Land keine Landesliste zugelassen war. Ein solcher Fall trat nur bei der Bundestagswahl 2002 ein, als die an der Sperrklausel gescheiterte PDS zwei Direktmandate errang.
Errang eine Partei in einem Land mehr Direktmandate, als ihr gemäß ihrem Zweitstimmenergebnis zustanden, behielt sie diese als Überhangmandate bezeichneten zusätzlichen Sitze; der Bundestag vergrößerte sich um deren Gesamtzahl. Ausgleichsmandate wurden nicht vergeben. Die Zahl der Überhangmandate war bis zur Wiedervereinigung gering (höchstens 5, mehrmals gab es gar keine), bei den Wahlen von 1990 bis 2009 schwankte sie zwischen 5 (2002) und 24 im Jahr 2009.

### Reform der Sitzverteilung 2011
Bei dem seit 1956 geltenden Sitzzuteilungsverfahren konnte negatives Stimmgewicht auftreten durch die Unterverteilung im Zusammenhang mit den Überhangmandaten. Das Urteil des Bundesverfassungsgerichts vom 3. Juli 2008 erklärte dies für verfassungswidrig: § 7 Abs. 3 Satz 2 i. V. m. § 6 Abs. 4 und 5 BWahlG verstießen gegen Art. 38 Abs. 1 Satz 1 GG, „soweit hierdurch ermöglicht wird, dass ein Zuwachs an Zweitstimmen zu einem Verlust an Sitzen der Landeslisten oder ein Verlust an Zweitstimmen zu einem Zuwachs an Sitzen der Landeslisten führen kann.“ Dem Gesetzgeber wurde eine Änderung des Bundeswahlgesetzes bis zum 30. Juni 2011 aufgegeben.
Eine nur von den Fraktionen von Union und FDP getragene Neuregelung trat erst am 3. Dezember 2011 in Kraft. Danach wurden die Sitze im Bundestag im ersten Schritt auf die Länder und erst im zweiten Schritt innerhalb der Länder auf die Parteien verteilt, also genau umgekehrt als bis dahin. Die Verteilung der Sitze auf die einzelnen Länder sollte nach der Anzahl der Wähler in den Ländern erfolgen. Überhangmandate konnten wie bis dahin entstehen. Weitere Sitze konnten Parteien bei der sogenannten Reststimmenverwertung nach dem neu eingeführten § 6 Abs. 2a BWahlG erhalten. Deren Zahl sollte so berechnet werden: Die Zweitstimmen, die bei den Landeslisten einer Partei nicht zum Gewinn eines (zusätzlichen) Sitzes führten, wurden bundesweit addiert, durch die „im Wahlgebiet für einen der zu vergebenden Sitze erforderliche Zweitstimmenzahl“ geteilt und zur ganzen Zahl abgerundet. Die zusätzlichen Sitze sollten an die Landeslisten mit den größten Stimmresten gehen, vorrangig aber an die Landeslisten mit Überhangmandaten. Da aus dem Gesetzestext die Berechnung der „im Wahlgebiet für einen der zu vergebenden Sitze erforderliche Zweitstimmenzahl“ nicht hervorging und die Berechnung der Reststimmen nicht eindeutig geregelt war, bestand hier erhebliche Unklarheit.
Auch dieses Zuteilungsverfahren erklärte das Bundesverfassungsgericht am 25. Juli 2012 für nichtig. Beanstandet wurde:
- Es konnte „mindestens in etwa der gleichen Größenordnung“ zu negativem Stimmgewicht kommen wie im vorherigen Wahlrecht.
- Die Anzahl der Überhangmandate konnte „den Grundcharakter der Bundestagswahl als Verhältniswahl aufheben“ und wurde auf eine „zulässige Höchstgrenze von etwa 15 Überhangmandaten“ (halbe Fraktionsstärke) begrenzt.
- Die Reststimmenverwertung wurde für verfassungswidrig erklärt, da an ihr „nicht jeder Wähler mit gleichen Erfolgschancen mitwirken kann.“

Das Bundesverfassungsgericht setzte im Gegensatz zum Urteil von 2008 keine Frist für eine Neuregelung, so dass es zunächst kein anwendbares Bundestagswahlrecht mehr gab.
Daneben wurde eine Inkonsistenz beseitigt. Es blieben bei der Sitzverteilung zusätzlich auch die Zweitstimmen der Wähler außer Betracht, die mit der Erststimme einen im Wahlkreis erfolgreichen Bewerber wählten, der von einer mit einer Landesliste im Land auftretenden Partei aufgestellt wurde, die an der Sperrklausel scheiterte.

### Sitzverteilung 2013 bis 2020
Im Oktober 2012 einigten sich Union, SPD, FDP und Grüne auf eine Neuregelung der Sitzverteilung, die am 9. Mai 2013 in Kraft trat. Eine proportionale Sitzverteilung auf Bundesebene sollte durch die Einführung von Ausgleichsmandaten garantiert werden. Die Sitzverteilung erfolgte demnach so:
DirektmandateIn jedem Wahlkreis war (unverändert) der Bewerber mit den meisten Erststimmen direkt gewählt.
Erste VerteilungBei der Verteilung der Sitze nach Zweitstimmen blieben (unverändert) die Parteien außer Betracht, die weder 5 % der gültigen Zweitstimmen bundesweit noch drei Direktmandate errangen, die Sperrklausel galt nicht für Parteien nationaler Minderheiten. Die Verteilung der Sitze nach Zweitstimmen erfolgte zunächst getrennt nach Ländern. 598 Sitze wurden proportional zu ihrer Bevölkerungszahl (ohne Berücksichtigung von Ausländern) nach dem Sainte-Laguë-Verfahren auf die Länder verteilt. Die so errechnete Mandatszahl je Land wurde gemäß ihren Zweitstimmen ebenfalls nach dem Sainte-Laguë-Verfahren proportional auf die Parteien verteilt. Gewann eine Partei mehr Wahlkreise, als ihr hiernach Sitze zustanden, wurde die Sitzzahl der Partei auf die Zahl der von ihr gewonnenen Wahlkreise angehoben. Die Zahl der im Land vergebenen Sitze erhöhte sich entsprechend.
MindestsitzzahlFür jede Partei wurde die Zahl der in den einzelnen Ländern in der ersten Verteilung auf sie entfallenden Sitze bundesweit addiert. Die so berechnete Zahl bildete die Mindestsitzzahl der Partei.
Verteilung auf BundesebeneAuf Basis der auf sie bundesweit entfallenden Zweitstimmen wurden die Sitze im Bundestag nach dem Sainte-Laguë-Verfahren proportional auf die Parteien verteilt, die die Sperrklausel überwanden. Hierbei wurde die Sitzzahl so weit über 598 hinaus angehoben, bis jede Partei ihre Mindestsitzzahl erreicht hatte.
Unterverteilung auf die LandeslistenDie der Partei bundesweit zustehenden Sitze wurden nach dem Sainte-Laguë-Verfahren auf ihre Landeslisten verteilt, jedoch erhielt jede Landesliste mindestens so viele Sitze, wie die Partei im Land Wahlkreise gewann. Die Zahl der Sitze für die Landesliste konnte kleiner sein als die zuvor auf der Basis der ersten Verteilung errechnete.
Zuteilung der ListensitzeWar die Zahl der Sitze für die Landesliste größer als die Zahl der von der Partei im Land errungenen Direktmandate, wurden die verbleibenden Sitze (unverändert) über die Landesliste in der dort festgelegten Reihenfolge besetzt. Bereits im Wahlkreis gewählte Bewerber blieben dabei außer Betracht.
In zwei nicht eingetretenen Sonderfällen ergaben sich (im Wesentlichen unverändert) folgende Abweichungen von der beschriebenen Sitzverteilung:
- Wurden in Wahlkreisen Bewerber direkt gewählt, die nicht von einer Partei aufgestellt wurden, oder von einer Partei, die entweder an der Sperrklausel scheiterte oder für die keine Landesliste im Bundesland zugelassen worden ist (seit 1949 kam dies nur bei der Bundestagswahl 2002 vor), sank die Zahl der Sitze, die in den einzelnen Ländern und auf Bundesebene auf die die Sperrklausel überspringenden Parteien zu verteilen sind, entsprechend. Die Zweitstimmen der Wähler, die ihre Erststimme einem solchen Bewerber gaben, wurden bei der Sitzverteilung nicht berücksichtigt, sie zählten aber bei der Berechnung der 5%-Hürde mit.
- Erhielt eine Partei mehr als die Hälfte der Zweitstimmen, die auf alle bei der Sitzverteilung zu berücksichtigenden Parteien entfielen, aber nicht die absolute Mehrheit der Sitze im Bundestag (diesen Fall gab es noch nie), wurden der Partei weitere Sitze zugeteilt, bis sie die absolute Mehrheit erreicht hatte.

Das neue Zuteilungsverfahren führte zu einer erheblichen Vergrößerung des Bundestages. Wäre bei der Bundestagswahl 2009 mit diesem Verfahren gewählt worden, hätte der Bundestag 671 statt 622 Mitglieder gehabt. Mit möglichen Überhangmandaten zusammenhängendes negatives Stimmgewicht konnte nicht mehr auftreten, allerdings waren vergleichbare Effekte möglich. Bei der Bundestagswahl 2009 hätten bei Anwendung des neuen Zuteilungsverfahrens 8000 Zweitstimmen mehr für Die Linke in Hamburg zu einem Sitz weniger für diese Partei geführt.

### Sitzverteilung 2020 bis 2023
Eine mögliche starke Vergrößerung des Bundestages führte wiederholt zu Forderungen nach einer erneuten Reform. Die Fraktionen der Regierungsparteien CDU/CSU und SPD legten am 15. September 2020 einen Gesetzentwurf zur Änderung des Bundeswahlgesetzes vor. Demnach sollte eine Vergrößerung des Bundestages dadurch begrenzt werden, dass es für bis zu drei Überhangmandate im Bundestag keine Ausgleichsmandate gibt, und bei Überhangmandaten einer Partei werden Listensitze der Partei in anderen Bundesländern zu knapp der Hälfte zur Kompensation von Überhangmandaten gestrichen. Die Verringerung der Zahl der Wahlkreise von 299 auf 280 war ebenfalls vorgesehen, sollte aber erst am 1. Januar 2024 in Kraft treten (was durch die spätere Wahlrechtsreform 2023 verhindert wird). Das Gesetz wurde im Oktober 2020 vom Bundestag beschlossen und trat am 19. November 2020 in Kraft. Demnach ergab sich folgendes Zuteilungsverfahren (Änderungen gegenüber der zuvor bestehenden Rechtslage kursiv):
DirektmandateIn jedem Wahlkreis war der Bewerber mit den meisten Erststimmen gewählt.
Erste VerteilungBei der ersten Verteilung der Sitze nach Zweitstimmen blieben die Parteien außer Betracht, die weder 5 % der gültigen Zweitstimmen bundesweit noch drei Direktmandate errangen, die Sperrklausel galt nicht für Parteien nationaler Minderheiten. Die Verteilung der Sitze nach Zweitstimmen erfolgte zunächst getrennt nach Ländern. 598 Sitze wurden proportional zu ihrer Bevölkerungszahl (ohne Berücksichtigung von Ausländern) nach dem Sainte-Laguë-Verfahren auf die Länder verteilt. Die so errechnete Mandatszahl je Land wurde gemäß ihren Zweitstimmen ebenfalls nach dem Sainte-Laguë-Verfahren proportional auf die Parteien verteilt.
MindestsitzzahlFür die Berechnung der Mindestsitzzahl jeder Partei wurde für jede Landesliste der höhere dieser beiden Werte angesetzt: Direktmandate der Partei im Land oder zur ganzen Zahl aufgerundeter Mittelwert aus der Zahl der Direktmandate im Land und der Zahl der nach der ersten Verteilung auf die Landesliste entfallenen Sitze. Die so ermittelten Zahlen ihrer Landeslisten wurden für die Partei bundesweit addiert. Die Mindestsitzzahl der Partei war aber in jedem Fall mindestens die Summe der in der ersten Verteilung erreichten Sitzzahlen ihrer Landeslisten. Erhielt eine Partei im Land mehr Direktmandate, als ihr nach der ersten Verteilung Sitze zustanden, behielt sie diese zusätzlichen Sitze („drohender Überhang“).
Verteilung auf BundesebeneAuf Basis der auf sie bundesweit entfallenden Zweitstimmen wurden die Sitze im Bundestag nach dem Sainte-Laguë-Verfahren proportional auf die Parteien verteilt, die die Sperrklausel überwanden. Hierbei wurde die Sitzzahl so weit über 598 hinaus angehoben, bis jede Partei ohne drohenden Überhang ihre Mindestsitzzahl erreichte und bei Parteien mit drohendem Überhang insgesamt (im ganzen Bundestag) höchstens drei Überhangmandate übrig waren.
Unterverteilung auf die LandeslistenDie der Partei bundesweit zustehenden Sitze wurden nach dem Sainte-Laguë-Verfahren auf ihre Landeslisten verteilt, dabei erhielt aber jede Landesliste mindestens eine Sitzzahl in Höhe des für sie bei der Berechnung der Mindestsitzzahl angesetzten Wertes. Die Zahl der Sitze für die Landesliste konnte kleiner sein als die in der ersten Verteilung errechnete.
Zuteilung der ListensitzeWar die Zahl der Sitze für die Landesliste größer als die Zahl der von der Partei im Land errungenen Direktmandate, wurden die verbleibenden Sitze über die Landesliste in der dort festgelegten Reihenfolge besetzt. Bereits im Wahlkreis gewählte Bewerber blieben dabei außer Betracht. Enthielt die Liste nicht genug Bewerber zur Besetzung aller Sitze, blieben die nicht mit Bewerbern besetzten Sitze leer und der Bundestag verkleinerte sich entsprechend.
In Ausnahmefällen ergaben sich unverändert zur vorherigen Regelung folgende Abweichungen von der beschriebenen Sitzverteilung:
- Wurden in Wahlkreisen Bewerber direkt gewählt, die nicht von einer Partei aufgestellt wurden oder von einer Partei, die entweder an der Sperrklausel scheiterte oder für die keine Landesliste im Bundesland zugelassen worden ist, sinkt dementsprechend die Zahl der Sitze, die in der ersten Verteilung und auf Bundesebene auf die die Sperrklausel überspringenden Parteien zu verteilen sind. Die Zweitstimmen der Wähler, die ihre Erststimme einem solchen Bewerber gaben, wurden bei der Sitzverteilung nicht berücksichtigt.
- Erhielt eine Partei mehr als die Hälfte der Zweitstimmen, die auf alle bei der Sitzverteilung zu berücksichtigenden Parteien entfallen, aber nicht die absolute Mehrheit der Sitze im Bundestag, wurden der Partei weitere Sitze zugeteilt, bis sie die absolute Mehrheit erreicht hatte.

Ohne die Änderung des Zuteilungsverfahrens hätte der Bundestag nach der Wahl 2021 787 statt 736 Mitglieder gehabt.
Die Abgeordneten der damaligen Oppositionsfraktionen FDP, Grüne und Linke scheiterten 2023 mit einer 2020 eingereichten Verfassungsklage gegen die Wahlrechtsreform.

### Sitzverteilung ab 2023
Im Januar 2023 brachten die Fraktionen der Regierungsparteien SPD, Grüne und FDP einen Gesetzentwurf im Bundestag ein, nach dem die Zahl der Mandate auf 598 begrenzt werden sollte, indem Überhangmandate nicht mehr zugeteilt werden. Im März 2023 verständigten sich die Regierungsparteien auf Änderungen des Gesetzentwurfs. Demnach hat der Bundestag im Regelfall 630 statt zuvor 598 Mitglieder. Die Grundmandatsklausel wurde gestrichen. Die ursprünglich geplante Umbenennung von Erst- und Zweitstimme in Wahlkreis- und Hauptstimme unterblieb. Die Reform wurde im März 2023 vom Bundestag beschlossen und trat am 14. Juni 2023 in Kraft. Ein Wahlkreisbewerber einer Partei kann nach der Reform nur noch dann zugelassen werden, wenn für die Partei im Land eine Landesliste zugelassen wurde. Eine Kandidatur als Einzelbewerber bleibt möglich; er darf aber nicht in einer Landesliste benannt sein. Die zuvor für 2024 vorgesehene Reduzierung der Anzahl der Wahlkreise von 299 auf 280 fand nicht statt.
Die Sitze werden so verteilt:
DirektmandateIm Wahlkreis ist grundsätzlich der Bewerber mit den meisten Erststimmen gewählt. Ein Einzelbewerber, der die relative Mehrheit erreicht, ist in jedem Fall gewählt. Im Wahlkreis führende Bewerber von Parteien erhalten dagegen möglicherweise keinen Sitz, wenn die Partei mehr Wahlkreise im Bundesland gewonnen hat, als ihr dort nach ihrem Zweitstimmenergebnis Sitze zustehen.
Oberverteilung630 Sitze werden gemäß der von ihnen errungenen Zweitstimmen nach dem Sainte-Laguë-Verfahren proportional unter den Parteien verteilt, die mindestens fünf Prozent der gültigen Zweitstimmen bundesweit erreichen. Parteien nationaler Minderheiten sind von der Sperrklausel ausgenommen. Die Grundmandatsklausel von drei Direktmandaten ist im Gesetz nicht mehr vorgesehen. Infolge eines Urteils des Bundesverfassungsgerichts nehmen Parteien dennoch auch mit weniger als fünf Prozent der Zweitstimmen an der Sitzverteilung teil, wenn sie in mindestens drei Wahlkreisen die meisten Erststimmen erhalten.
UnterverteilungDie einer Partei in der Oberverteilung zugewiesenen Sitze werden nach Sainte-Laguë-Verfahren auf ihre Landeslisten verteilt proportional zu den auf sie entfallenden Zweitstimmen.
Sitzzuteilung an die BewerberDie Sitze, die der Partei nach der Unterverteilung im Bundesland zustehen, werden vorrangig ihren Direktkandidaten im Bundesland zugeteilt, die ihren Wahlkreis gewonnen haben. Wenn die Partei mehr Wahlkreise gewonnen hat, als ihr im Land Sitze zustehen, erhalten die Wahlkreissieger der Partei mit den geringsten Stimmenanteilen in ihrem jeweiligen Wahlkreis keinen Sitz. Wenn der Partei mehr Sitze im Land zustehen, als sie Wahlkreise gewonnen hat, werden die restlichen Sitze über die Landesliste in der dort festgelegten Reihenfolge besetzt. Im Wahlkreis gewählte Bewerber bleiben dabei außer Betracht. Sind nicht genügend Bewerber zur Besetzung aller Sitze in der Landesliste vorhanden, verkleinert sich der Bundestag entsprechend.
In Sonderfällen ergeben sich analog zum vorherigen Wahlrecht folgende Abweichungen von der beschriebenen Zuteilung:
- Gewinnen Einzelbewerber Sitze in Wahlkreisen, werden die von ihnen errungenen Sitze von den 630 Sitzen abgezogen, die auf die Parteien verteilt werden. Die von den Wählern dieser Einzelbewerber abgegebenen Zweitstimmen werden bei der Sitzverteilung nicht berücksichtigt.
- Erhält eine Partei mehr als die Hälfte der auf alle bei der Sitzverteilung zu berücksichtigenden Parteien entfallenden Stimmen, aber nicht die absolute Mehrheit der Bundestagsmandate, so erhält die Partei zusätzliche Sitze, bis die absolute Mehrheit erreicht ist. Der Bundestag vergrößert sich entsprechend.

Gegen diese Wahlrechtsänderung reichten die Bayerische Staatsregierung und die CDU/CSU-Bundestagsfraktion Anträge auf abstrakte Normenkontrolle beim Bundesverfassungsgericht ein. Ferner kam es zu mehreren Verfassungsbeschwerdeverfahren und  Organstreitverfahren, unter anderem angestrengt von den Parteien CSU und Die Linke. Beanstandet wurden jeweils verschiedene Punkte: Unter anderem die Verletzung des Rechts zur Beratung im Gesetzgebungsverfahren, das Verfahren der Zweitstimmendeckung und die Abschaffung der Grundmandatsklausel.
Das Bundesverfassungsgericht erachtete die Abschaffung der Überhangmandate in seinem Urteil vom 30. Juli 2024 als verfassungskonform, erklärte aber die Fünf-Prozent-Klausel nach der Abschaffung der Grundmandatsklausel für verfassungswidrig. Als Übergangslösung bis zu einer Neuregelung ordnete das Gericht an, dass bei der Sitzverteilung Parteien mit weniger als 5 % der Zweitstimmen nur dann nicht berücksichtigt werden, wenn ihre Bewerber in weniger als drei Wahlkreisen die meisten Erststimmen erreichen.

## Feststellung des Wahlergebnisses

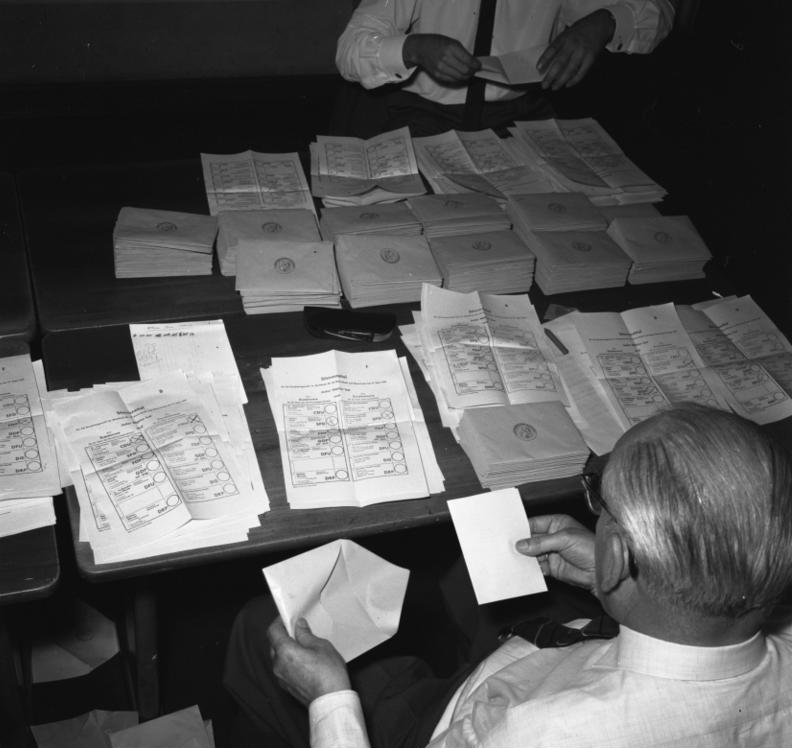
Stimmenauszählung, Bundestagswahl 1961

### Stimmenzählung im Wahlbezirk
Die Stimmenzählung im Wahlbezirk durch den Wahlvorstand erfolgt sofort nach Ablauf der Wahlzeit im Wahllokal. Gleichzeitig beginnt die Auszählung der Briefwahl, die Wahlbriefe dürfen schon vor 18 Uhr geöffnet werden. Nach der Auszählung wird das festgestellte Ergebnis mit einer formularmäßigen Niederschrift beurkundet. Der Kreiswahlausschuss hat das Recht, die Feststellungen der Wahlvorstände zu überprüfen.
Zur Bundestagswahl 2021 wurde eine Mindestzahl von Wählern im Wahlbezirk zur Ergebnisfeststellung eingeführt. Die Auszählung erfolgt durch den Wahlvorstand eines anderen Wahlbezirks, wenn im Wahlbezirk weniger als 30 Wähler (Bundestagswahl 2021: 50 Wähler) ihre Stimme abgegeben haben.

### Ungültige Stimmen, Zurückweisung von Wahlbriefen
In folgenden Fällen sind Stimmen ungültig:
- Es wurde kein amtlicher Stimmzettel verwendet. In diesem Fall sind beide Stimmen ungültig.
- Stimmzettel ist für einen anderen Wahlkreis gültig. Gilt der Stimmzettel für einen anderen Wahlkreis desselben Bundeslandes, ist nur die Erststimme ungültig, sonst sind es beide Stimmen.
- Der Wille des Wählers ist nicht eindeutig erkennbar, beispielsweise durch Ankreuzen mehrerer Landeslisten. Auch andere Formen der Kennzeichnung als Ankreuzen sind gültig, sofern der Wählerwille eindeutig ist. Ungültig ist nur die Stimme, bei der kein Wählerwille eindeutig erkennbar ist.
- Der Stimmzettel enthält Zusatz oder Vorbehalt. Dieser macht beide Stimmen ungültig, sofern er sich nicht eindeutig nur auf eine Stimme bezieht.
- Enthält der Stimmzettel keine Kennzeichnung, sind beide Stimmen ungültig. Fehlt nur die Kennzeichnung bei der Erst- oder Zweitstimme, macht dies die andere Stimme nicht ungültig.

Bei der Briefwahl sind außerdem gemäß § 39 Bundeswahlgesetz beide Stimmen ungültig, wenn der Stimmzettelumschlag leer ist, mehrere verschieden gekennzeichnete Stimmzettel enthält oder eigentlich zurückzuweisen gewesen wäre, da er in einer das Wahlgeheimnis gefährdenden Weise von den übrigen abweicht. Ausdrücklich gültig bleiben dagegen die per Briefwahl abgegebenen Stimmen von Wählern, die vor der Urnenwahl sterben oder ihr Wahlrecht verlieren.
Ungültige Stimmen haben auf die Sitzverteilung ebenso wenig Einfluss wie nicht abgegebene Stimmen.
Bei der Briefwahl ist ein Wahlbrief zurückzuweisen, wenn
- er verspätet bei der zuständigen Stelle eingeht,
- er keinen gültigen Wahlschein enthält oder die auf diesem abzugebende Versicherung an Eides statt nicht unterschrieben ist,
- weder Wahlbrief- noch Stimmzettelumschlag verschlossen ist,
- kein amtlicher Stimmzettelumschlag enthalten ist,
- er mehrere Stimmzettelumschläge enthält, nicht aber gültige Wahlscheine mit vorgeschriebener Versicherung an Eides statt in gleicher Zahl,
- der Stimmzettelumschlag „offensichtlich in einer das Wahlgeheimnis gefährdenden Weise von den übrigen abweicht oder einen deutlich fühlbaren Gegenstand enthält.“

Wird der Wahlbrief zurückgewiesen, ist die Stimme nicht ungültig, sondern gilt als nicht abgegeben. Der Absender zählt nicht als Wähler.

### Vorläufiges Ergebnis
Die am Wahlabend veröffentlichten vorläufigen Ergebnisse beruhen auf Schnellmeldungen, die die Wahlvorstände – in der Regel telefonisch – sofort nach der Auszählung an die Gemeinde übermitteln. Die Gemeindebehörde leitet die Ergebnisse in der Gemeinde zusammengefasst an den Kreiswahlleiter weiter, dieser wiederum über den Landeswahlleiter an den Bundeswahlleiter.

### Endgültiges Ergebnis
Die endgültigen Ergebnisse beruhen auf den von den Wahlvorständen erstellten Niederschriften.

#### Ergebnis im Wahlkreis
Der Kreiswahlleiter stellt anhand der Niederschriften der Wahlvorstände das Ergebnis im Wahlkreis zusammen. Er prüft die Niederschriften der Wahlvorstände einschließlich Anlagen auf Vollständigkeit und Ordnungsmäßigkeit. Zu weitergehender Prüfung ist der Kreiswahlleiter nur verpflichtet, wenn Anhaltspunkte für Unregelmäßigkeiten vorliegen. In seltenen Fällen kommt es zur Aufklärung von Unstimmigkeiten zu Nachzählungen. Bei der Bundestagswahl 2017 wurde in 195 von 88.499 Wahlbezirken neu ausgezählt, bei der Bundestagswahl 2013 geschah dies in 372 Wahlbezirken. Der Kreiswahlausschuss stellt in der Regel in der Woche nach der Wahl nach der Berichterstattung durch den Kreiswahlleiter das Ergebnis im Wahlkreis fest.

#### Ergebnis auf Landes- und Bundesebene
Der Landeswahlausschuss stellt das Ergebnis im Bundesland fest und der Bundeswahlausschuss das Ergebnis auf Bundesebene. Der Landeswahlausschuss ist dabei an die Feststellungen der Kreiswahlausschüsse und der Bundeswahlausschuss an die Feststellungen der Landeswahlausschüsse gebunden. Nur rechnerische Berichtigungen sind zulässig. Der Bundeswahlausschuss stellt außerdem fest, welche Bewerber gewählt sind.

## Erwerb und Verlust der Mitgliedschaft, Nachrücken
Jeder gewählte Bewerber wird nach Feststellung des Wahlergebnisses durch den Bundeswahlausschuss automatisch Abgeordneter mit Eröffnung der ersten Sitzung des neuen Bundestages, es sei denn, dass er zuvor gegenüber dem Landeswahlleiter die Ablehnung des Mandats erklärt. Eine Erklärung unter Vorbehalt gilt als Ablehnung.
Außer durch Tod können Abgeordnete während der Wahlperiode ihren Sitz verlieren durch Verzicht, Neufeststellung des Wahlergebnisses infolge der Wahlprüfung, Feststellung der Ungültigkeit des Mitgliedschaftserwerbs im Wahlprüfungsverfahren, Verlust der Wählbarkeit oder Verbot der Partei, für die der Abgeordnete gewählt wurde oder deren Mitglied er im Zeitpunkt der Stellung des Verbotsantrages oder später war. In der Praxis scheiden Abgeordnete fast nur durch Verzicht oder Tod vorzeitig aus. Als bisher einziger Abgeordneter verlor Fritz Dorls 1952 seinen Sitz durch ein Parteiverbot.
Für einen ausscheidenden Abgeordneten rückt grundsätzlich der nächste Bewerber auf der Landesliste der Partei nach, für die der Ausscheidende gewählt worden ist. Außer Betracht bleiben dabei Bewerber, die aus der Partei, für die sie kandidiert haben, ausgeschieden sind. Der Landeswahlleiter stellt den Nachfolger fest, benachrichtigt diesen und fordert ihn auf, binnen einer Woche schriftlich zu erklären, ob er die Wahl annimmt. Er erwirbt die Mitgliedschaft im Bundestag mit Eingang der schriftlichen Annahmeerklärung beim Landeswahlleiter. Gibt er bis zum Fristablauf keine formgerechte Erklärung ab, erwirbt er die Mitgliedschaft mit Ablauf der Frist automatisch. Nicht in den Bundestag nachrücken können Bewerber einer von einem Parteiverbot betroffenen Partei oder Bewerber, die dieser Partei nach Stellung des Verbotsantrags angehörten. Ist auf der Landesliste kein Bewerber mehr vorhanden, der in den Bundestag nachrücken kann, bleibt der Sitz unbesetzt und der Bundestag verkleinert sich entsprechend. Dies ist nur einmal geschehen nach dem Ausscheiden von Katherina Reiche 2015. Wer einen Sitz ablehnt oder während der Wahlperiode aus dem Bundestag ausscheidet, kann nicht später während dieser Wahlperiode in den Bundestag nachrücken.
Hat eine Partei in einem Bundesland mehr Wahlkreise gewonnen, als ihr im Bundesland Sitze zustehen und wurden deshalb Direktkandidaten keine Sitze zugeteilt, so kommen diese beim Nachrücken vor den nicht gewählten Listenbewerbern der Partei zum Zuge in der Reihenfolge ihrer Stimmenanteile in den Wahlkreisen (§ 48 Abs. 1 in Verbindung mit § 6 Abs. 1 und 4 Bundeswahlgesetz). Im Fall des 2021 gewählten Bundestags gibt es keinen Nachrücker, wenn durch das Ausscheiden des Abgeordneten ein nicht ausgeglichenes Überhangmandat fortfällt. Diese Regelung wurde mit der Wahlrechtsreform 2023 aufgehoben. Nach einem Urteil des Bundesverfassungsgerichts von 1997 rückte ebenfalls niemand nach, wenn ein direkt gewählter Abgeordneter ausschied und seine Partei im Bundesland Überhangmandate errungen hatte, solange noch Überhangmandate vorhanden waren. So sank während der 16. Wahlperiode (2005–2009) die Zahl der Abgeordneten von 614 auf 611. Da ab der Bundestagswahl 2013 für Überhangmandate Ausgleichsmandate zugeteilt wurden, entfiel diese Ausnahme nach Ablauf der 17. Wahlperiode (2009–2013).
Wenn ein im Wahlkreis gewählter Bewerber ausschied, der von einem Parteiverbot betroffen war oder als Bewerber einer Partei ohne Landesliste im Bundesland gewählt wurde, war bis 2023 eine Ersatzwahl im Wahlkreis vorgesehen, seit der Wahlrechtsreform 2023 bleibt der Sitz in solch einem Fall unbesetzt. Eine Ersatzwahl fand nie statt.

## Anfechtung, Wahlprüfung
Nach § 49 des Bundeswahlgesetzes können die Wahl selbst und unmittelbar mit ihr in Zusammenhang stehende Entscheidungen nur mit den in diesem Gesetz oder in der Bundeswahlordnung vorgesehenen Rechtsbehelfen und im Wahlprüfungsverfahren angefochten werden. Der Rechtsweg über die Verwaltungsgerichtsbarkeit ist damit ausgeschlossen.
Die Wahlprüfung erfolgt nur auf Einspruch, der innerhalb von zwei Monaten nach der Wahl beim Bundestag einzulegen ist. Hierüber entscheidet der Bundestag nach der Prüfung des Einspruchs im Wahlprüfungsausschuss. Nach ständiger Rechtsprechung des Bundesverfassungsgerichtes muss der Bundestag einen Einspruch ablehnen, wenn sich die Mandatsverteilung auch bei Annahme des Einspruches nicht ändern würde. Der Bundestag prüft nur die Einhaltung wahlrechtlicher Bestimmungen. Er prüft diese Vorschriften nicht auf Verfassungskonformität.
Lehnt der Bundestag den Einspruch ab, so kann binnen zwei Monate beim Bundesverfassungsgericht eine Wahlprüfungsbeschwerde erhoben werden. Ebenfalls beim Bundesverfassungsgericht klagen können Abgeordnete, die nach der Entscheidung des Bundestages ihr Mandat verlieren.
Wird die Wahl ganz oder teilweise für ungültig erklärt, wird sie – soweit ungültig – spätestens 60 Tage nach Rechtskraft der Entscheidung wiederholt und das Wahlergebnis anschließend neu festgestellt. Es gelten dieselben Vorschriften wie bei der Hauptwahl. Auch die Wahlvorschläge bleiben dieselben, wenn sich nicht aus der Wahlprüfungsentscheidung Abweichungen ergeben.
2008 erklärte das Bundesverfassungsgericht im Rahmen einer Wahlprüfungsbeschwerde das Bundeswahlgesetz in Teilen für verfassungswidrig. Nach der Bundestagswahl 2021 führte die Wahlprüfung erstmals zu einer Änderung der Sitzverteilung.

## Bestrebungen zur Einführung eines Graben- oder Mehrheitswahlrechts
Es gab Versuche, das personalisierte Verhältniswahlrecht durch ein Grabenwahlsystem zu ersetzen, bei dem eine bestimmte Anzahl von Abgeordneten nach dem einen System und die restlichen unabhängig hiervon nach einem anderen System gewählt werden. Ende 1955 legte die CDU/CSU zusammen mit der Deutschen Partei den Entwurf eines Grabenwahlsystems vor. Danach hätten 60 % der Mandate durch das Mehrheitswahlrecht und nur noch 40 % durch Verhältniswahlrecht bestimmt werden sollen. Dieser Versuch scheiterte wie schon ein ähnlicher im Jahr 1953.
Zu Beginn der ersten Großen Koalition (1966–1969) gab es Bestrebungen innerhalb der Union und der SPD, vom Verhältniswahlrecht abzugehen und ein Mehrheitswahlrecht einzuführen; diese Absicht wurde im Koalitionsvertrag festgeschrieben. Die oppositionelle FDP, deren Existenz mit Einführung dieses Wahlrechts bedroht gewesen wäre, protestierte daher. Schließlich scheiterte das Mehrheitswahlrecht am Widerstand der SPD, die bei seiner Einführung eine strukturelle Benachteiligung befürchtete. Daraufhin trat Innenminister Paul Lücke (CDU) am 28. März 1968 von seinem Amt zurück. Seither gab es keine Versuche mehr, ein Mehrheitswahlrecht in Deutschland einzuführen.

## Geschichte des Bundestagswahlrechts
Die wichtigsten bis heute fortgeltenden Wahlrechtsgrundsätze in Deutschland stammen bereits aus der Weimarer Republik (1918/1919–1933). Eine Verordnung des Rates der Volksbeauftragten vom November 1918 führte sowohl das Frauenwahlrecht als auch die Verhältniswahl ein.
Für die Bundestagswahlen 1949 und 1953 galt jeweils ein spezielles Bundeswahlgesetz, während mit dem Bundeswahlgesetz von 1956 eine dauerhafte Regelung eingeführt wurde.

### Bundeswahlgesetz 1949
Das Bundeswahlgesetz zur ersten Bundestagswahl 1949 wurde von den Ministerpräsidenten der Länder erlassen. Die gesetzliche Größe des Bundestages lag bei 400 Abgeordneten zuzüglich eventueller Überhangmandate. Das Bundesgebiet war in 242 Wahlkreise eingeteilt, in denen wie nach heutigem Recht je ein Direktkandidat nach dem Prinzip der relativen Mehrheitswahl gewählt wurde. Wegen zwei Überhangmandaten bestand der Bundestag aus 402 Abgeordneten.
Jedes Bundesland bildete ein eigenständiges Wahlgebiet; die Zahl der Vertreter eines Bundeslandes war also (abgesehen von Überhangmandaten) im Vorhinein festgelegt. Auch die Fünf-Prozent-Hürde und die Grundmandatsklausel (bereits ein Direktmandat genügte zum Einzug in den Bundestag) galt jeweils nur landesweit. Die Mandate wurden in jedem Land nach dem D’Hondt-Verfahren proportional verteilt. Für Überhangmandate gab es keine Ausgleichsmandate.
Die Wähler hatten eine Stimme. Mit dieser Stimme wählten sie gleichzeitig den Wahlkreisbewerber und (sofern vorhanden) die Landesliste der Partei. Wähler eines parteilosen Direktkandidaten hatten anders als beim heutigen Zweistimmensystem nicht die Möglichkeit, eine Partei zu wählen.
Im Falle des Ausscheidens eines im Wahlkreis gewählten Bewerbers aus dem Bundestag musste im Wahlkreis neu gewählt werden. Es fanden 14 Nachwahlen statt. Für gewählte Direktkandidaten, die ab dem 1. Oktober 1952 ausschieden, rückte ein Bewerber der Landesliste der Partei nach; diese Regelung gilt bis heute.
Die Zahl der Parteien war beschränkt, da bis zum 17. März 1950 Parteien eine Lizenz der jeweiligen Besatzungsmacht benötigten.

### Bundeswahlgesetz 1953
Zur Bundestagswahl 1953 wurde erstmals nach einem vom Bundestag selbst erlassenen Gesetz (Bundeswahlgesetz) gewählt. Dieses Gesetz enthielt einige bedeutende Neuerungen im Vergleich zum alten Wahlgesetz:
Das Zweistimmensystem mit der Möglichkeit des Stimmensplittings wurde eingeführt. Die Sperrklausel galt nicht mehr getrennt für jedes Land, sondern bundesweit. Das hatte für kleine Parteien große Auswirkungen. Schon bei der Wahl von 1953 beispielsweise gelang der Bayernpartei der Einzug in den Bundestag nicht mehr, da sie bundesweit nur auf 1,7 % der Zweitstimmen kam, in Bayern hingegen auf 9,2 %. Mit diesem Ergebnis wären ihr gemäß der alten Regelung neun Mandate zugeteilt worden. Bei der Wahl 1957 erreichte der BHE mit 4,6 Prozent der Zweitstimmen die Fünf-Prozent-Hürde bundesweit nicht. Da er aber in Schleswig-Holstein, Niedersachsen, Bayern und Hessen mehr als fünf Prozent hatte, hätte er nach der 1949 geltenden Regelung in diesen Ländern Sitze erhalten. Umgekehrt erhielt die FDP 1957 bundesweit 7,7 Prozent der Zweitstimmen, in Bayern jedoch nur 4,6 Prozent. Gemäß der alten Regelung hätte sie keine Sitze in Bayern erhalten.
Für Parteien nationaler Minderheiten galt die Sperrklausel nicht mehr; trotzdem gelang es dem SSW nicht, sein 1949 gewonnenes Bundestagsmandat zu halten, da er nicht mehr die für einen Sitz nötige Stimmenzahl erreichte.
Die reguläre Sitzzahl erhöhte sich von 400 auf 484 – unter Beibehaltung der Anzahl der Wahlkreise von 242, so dass der Anteil der Direktmandate unter Außerachtlassung von Vergrößerungen infolge von Überhangmandaten von 60 auf 50 % sank. Die Anzahl der Berliner Abgeordneten erhöhte sich von 19 auf 22.

### Bundeswahlgesetz 1956
Wesentliche Änderungen gegenüber 1953 waren die Einführung der Briefwahl, die Erhöhung der Grundmandatsklausel auf drei Direktmandate (statt ein Direktmandat) und die Einführung einer Oberverteilung der Sitze auf Bundesebene. Diese auf Bundesebene errungenen Sitze wurden auf die Landeslisten der Parteien verteilt, was in Kombination mit den bereits zuvor möglichen Überhangmandaten zu einem negativen Stimmgewicht führen konnte. Die Zahl der Sitze (ohne Berücksichtigung der Berliner Abgeordneten) blieb zunächst bei 484 und wurde bei Eingliederung des Saarlandes am 1. Januar 1957 um zehn auf 494 erhöht.

### Änderungen seit 1957
Seit dem Inkrafttreten ist das Bundeswahlgesetz vielfach geändert worden, wobei die meisten Änderungen von untergeordneter Bedeutung waren, wie Änderung von Fristen oder durch Änderung anderer Gesetze erforderliche Anpassungen. Wesentliche Änderungen gab es bis zur Neuregelung der Sitzverteilung wegen der Urteile des Bundesverfassungsgerichts von 2008 und 2012 nicht. Im Folgenden werden die wichtigsten Änderungen dargestellt:

#### Wahlalter
Ursprünglich legte das Grundgesetz die Altersgrenze für das aktive Wahlrecht auf 21 Jahre und für das passive Wahlrecht auf 25 Jahre fest. Durch eine Änderung von Art. 38 Abs. 2 GG wurde 1970 die Altersgrenze für das aktive Wahlrecht auf 18 Jahre herabgesetzt und die für das passive Wahlrecht auf das Alter, mit dem die Volljährigkeit eintritt. Damals erlangte man die Volljährigkeit mit 21 Jahren. Mit Inkrafttreten der Änderung des § 2 BGB zum 1. Januar 1975 wurde das Volljährigkeitsalter von 21 auf 18 Jahre gesenkt, so dass die Altersgrenze für aktives und passives Wahlrecht seit der Bundestagswahl 1976 gleich ist.

#### Wahlrechtsausschluss
Wiederholt eingeschränkt wurden die Gründe für den Ausschluss vom aktiven Wahlrecht. Nach der ursprünglichen Regelung von 1956 war vom Wahlrecht ausgeschlossen, wer entmündigt war, infolge Richterspruchs das Wahlrecht nicht besaß, unter vorläufiger Vormundschaft stand oder wegen geistigen Gebrechens unter Pflegschaft stand. Ferner ruhte das Wahlrecht für Personen, die wegen Geisteskrankheit oder Geistesschwäche in einer Heil- oder Pflegeanstalt untergebracht waren, und bei Personen im Vollzug einer gerichtlich angeordneten, mit Freiheitsentzug verbundenen Maßregel der Besserung und Sicherung. 1975 erfolgte die erste Neuregelung. Die Unterscheidung zwischen Ausschluss und Ruhen des Wahlrechts wurde aufgegeben. Der Wahlrechtsausschluss bei vorläufiger Vormundschaft entfiel, von den Maßregeln der Besserung und Sicherung führte nur noch die Unterbringung in einem psychiatrischen Krankenhaus wegen einer Straftat bei verminderter Schuldfähigkeit oder Schuldunfähigkeit zum Wahlrechtsausschluss; seit 1985 waren nur noch Taten im schuldunfähigen Zustand vom Ausschlusstatbestand erfasst.
Mit Inkrafttreten des Betreuungsgesetzes am 1. Januar 1992 trat die Betreuung in allen Angelegenheiten an die Stelle der Ausschlussgründe Entmündigung und Pflegschaft. Damit gab es von 1992 bis 2019 folgende Ausschlussgründe:
- Verlust des Wahlrechts infolge Richterspruchs
- Betreuung in allen Angelegenheiten (nicht nur durch einstweilige Anordnung),
- Unterbringung in einem psychiatrischen Krankenhaus nach der Begehung einer rechtswidrigen Tat in schuldunfähigem Zustand aufgrund strafgerichtlicher Anordnung gemäß § 63, § 20 StGB.

Durch Urteil des Bundesverfassungsgerichts vom 29. Januar 2019 wurden die beiden letztgenannten Ausschlussgründe für verfassungswidrig und nichtig erklärt und mit einer am 1. Juli 2019 in Kraft getretenen Änderung aus dem Bundeswahlgesetz gestrichen, so dass der Verlust des Wahlrechts infolge Richterspruchs der einzig verbliebene Ausschlussgrund ist.

#### Auslandsdeutsche
Mehrfach geändert wurden die Bestimmungen über das aktive Wahlrecht für nicht in der Bundesrepublik Deutschland lebende Deutsche, während sie das passive Wahlrecht seit 1956 stets besaßen. Ursprünglich hatte ein Deutscher im Ausland nur das aktive Wahlrecht, wenn er sich als öffentlicher Bediensteter im Auftrag des Dienstherren im Ausland aufhielt oder Angehöriger seines Hausstandes war. 1985 erhielten zusätzlich diejenigen im Ausland lebenden Deutschen das Wahlrecht, die seit dem 23. Mai 1949 (Inkrafttreten des Grundgesetzes) mindestens drei Monate ununterbrochen in der Bundesrepublik Deutschland ihren Wohnsitz oder gewöhnlichen Aufenthalt hatten und entweder in einem Mitgliedsstaat des Europarates lebten oder seit ihrem Wegzug aus der Bundesrepublik Deutschland weniger als 10 Jahre vergangen waren. 1998 wurde die Frist von 10 auf 25 Jahre verlängert. 2008 entfiel diese 25-Jahre-Frist (Änderung des § 12 BWahlG). Diese Regelung wurde 2012 vom Bundesverfassungsgericht für nichtig erklärt, sodass Auslandsdeutsche vorerst kein aktives Wahlrecht mehr hatten.
Eine Neuregelung (Änderung des § 12 BWahlG) trat am 3. Mai 2013 in Kraft. Sie orientiert sich am Urteil des Bundesverfassungsgerichts. Danach sind im Ausland lebende Deutsche aktiv wahlberechtigt, die seit Vollendung ihres 14. Lebensjahres mindestens drei Monate ihren Wohnsitz oder gewöhnlichen Aufenthalt in Deutschland hatten und dieser Aufenthalt weniger als 25 Jahre zurückliegt oder die „aus anderen Gründen persönlich und unmittelbar Vertrautheit mit den politischen Verhältnissen in der Bundesrepublik Deutschland erworben haben und von ihnen betroffen sind“.

#### Größe des Bundestages
Die reguläre Zahl der Abgeordneten wurde 1956 auf 506 festgelegt. Sie wurde mit dem Beitritt des Saarlandes am 1. Januar 1957 auf 516 erhöht, 1964 noch einmal um zwei Sitze auf 518. Wegen Vorbehalten der westlichen Besatzungsmächte in Berlin (West) konnte das Bundeswahlgesetz in Berlin nicht angewendet werden. Daher wurden 22 Berliner Abgeordnete vom Berliner Abgeordnetenhaus gewählt, sie hatten bis zum 7. Juni 1990 nur bei Geschäftsordnungs- und Entschließungsanträgen Stimmrecht. Die reguläre Zahl der tatsächlich vom Volk zu wählenden Abgeordneten lag entsprechend um 22 niedriger, bei den Bundestagswahlen 1957 und 1961 bei 494, bei den Wahlen von 1965 bis 1987 bei 496.
Nach der Wiedervereinigung 1990 betrug die reguläre Zahl der Abgeordneten 656. 1996 wurde der Bundestag auf 598 Sitze verkleinert, diese Änderung trat jedoch erst Ende 1998 in Kraft, so dass die Verkleinerung erst mit der Bundestagswahl 2002 eintrat. Mit der Wahlrechtsreform 2023 wird die Regelgröße auf 630 Sitze angehoben, Überhang- und Ausgleichsmandate gibt es jedoch nicht mehr.
Von 1953 bis 2023 war die Zahl der Direktmandate durchgehend auf die Hälfte der Regelgröße des Bundestags festgelegt; durch regelmäßig auftretende Überhang- und (ab 2013) Ausgleichsmandate waren aber seit 1980 durchgehend weniger als 50 % der Mandate Direktmandate. Mit Erhöhung der Regelgröße auf 630 Mitglieder bei weiterhin 299 Wahlkreisen und Abschaffung von Überhang wird der Anteil auf etwa 47,5 % fixiert.

#### Sitzverteilung
Die Bestimmungen zur Sitzverteilung wurden zwischen 1956 und 2011 so gut wie nicht geändert. Ausnahme war die Ersetzung des Sitzzuteilungsverfahrens nach D’Hondt durch das Hare/Niemeyer-Verfahren im Jahr 1985. Dieses wurde wiederum 2008 durch das Sainte-Laguë-Verfahren abgelöst.
Zu den bedeutenden Änderungen bei der Sitzverteilung ab 2011 siehe die Kapitel Reform der Sitzverteilung 2011, Sitzverteilung 2013 bis 2020, Sitzverteilung 2020 bis 2023 und Sitzverteilung ab 2023.

#### 1990: Einmalige Aufteilung in zwei Wahlgebiete
Nur für die Bundestagswahl 1990 galt eine abweichende Sperrklausel wegen eines Urteils des Bundesverfassungsgerichts vom 28. September 1990, nach dem die Situation des gerade wiedervereinten Deutschlands einen besonderen Umstand darstelle, der eine Sperrklausel für das gesamte Wahlgebiet verfassungswidrig mache. Um in den Bundestag einzuziehen, genügte es, 5 % der Zweitstimmen entweder im alten Bundesgebiet einschließlich West-Berlin oder im Beitrittsgebiet zu erreichen.

#### Wahlvorschlagsrecht
Seit 1964 können Parteien, die für ihre Wahlvorschläge Unterstützungsunterschriften benötigen, nur an der Wahl teilnehmen, wenn sie dem Bundeswahlleiter ihre Beteiligung angezeigt haben und der Bundeswahlausschuss ihre Parteieigenschaft festgestellt hat. Gegen diese Feststellung gab es bis einschließlich der Bundestagswahl 2009 keinen Rechtsbehelf außer im Wahlprüfungsverfahren nach der Wahl. Nach einer 2012 in Kraft getretenen Änderung des Grundgesetzes und des Bundeswahlgesetzes können Parteien, denen das Wahlvorschlagsrecht vom Bundeswahlausschuss nicht zuerkannt wurde, hiergegen schon vor der Wahl beim Bundesverfassungsgericht klagen.

#### Bewerber anderer Parteien
Parteien dürfen seit einer am 21. März 2008 in Kraft getretenen Änderung des Bundeswahlgesetzes keine Bewerber mehr aufstellen, die einer anderen Partei angehören; dies hat zur Folge, dass Personen, die in mehreren Parteien Mitglied sind, nicht mehr für eine Partei kandidieren können. Anlass für diese Änderung war die Kandidatur vieler WASG-Mitglieder auf den Listen der Linkspartei.PDS bei der Bundestagswahl 2005.

#### Briefwahl
Bis 2008 musste beim für die Nutzung der Briefwahl erforderlichen Wahlscheinantrag einer der in der Bundeswahlordnung aufgeführten Hinderungsgründe glaubhaft gemacht werden, das Wahllokal aufzusuchen, wie beispielsweise berufsbedingte Abwesenheit oder körperliche Gebrechen. Diese Bedingung wurde mit der Begründung abgeschafft, dass eine Prüfung des angegebenen Grundes bei der Vielzahl der Anträge nicht möglich sei.

#### Sonderregeln zur Bewerberaufstellung
Durch Gesetz vom 28. Oktober 2020 wurde für den Fall einer „Naturkatastrophe oder eines ähnlichen Ereignisses höherer Gewalt“ befristet bis zum 31. Dezember 2021 die Möglichkeit eingeführt, mit Zustimmung des Bundestages eine Rechtsverordnung zu erlassen, die Abweichungen von der sonst einzig zulässigen Aufstellung von Parteibewerbern in einer Mitglieder- oder Vertreterversammlung zuließ, wenn der Bundestag feststellte, dass die Durchführung von Aufstellungsversammlungen ganz oder teilweise unmöglich sei.
Die Verordnung konnte abweichend von Bundeswahlgesetz, Bundeswahlordnung und Parteisatzung die Verringerung der satzungsmäßigen Zahl der Versammlungsteilnehmer ermöglichen, die Ausübung von Mitgliedsrechten mit Ausnahme der Schlussabstimmung über die Kandidaten in elektronischer Form zulassen und die Wahl der Bewerber durch reine Briefwahl oder Kombination aus Urnen- und Briefwahl erlauben. Außerdem konnten elektronisch zusammengeschaltete Versammlungen an verschiedenen Orten oder Versammlungen ausschließlich in Form elektronischer Kommunikation zugelassen werden.
Für die Bundestagswahl 2021 wurde eine Verordnung (COVID-19-Wahlbewerberaufstellungsverordnung) erlassen, die diese Möglichkeiten ausschöpfte.